# كارلوس فيريرا دي لا توري
كارلوس فيريرا دي لا توري (بالإسبانية: Carlos Ferreira de la Torre)‏ هو نحات إسباني، ولد في 1914 في فلاديمورو في إسبانيا، وتوفي في 1990 في بويرتو دي لا كروث في إسبانيا.